# Vernicia
Vernicia es un género perteneciente a la familia de las euforbiáceas con tres especies de plantas. Son nativas del este y el sureste de Asia.

## Descripción
Se trata de arbustos o árboles que pueden alcanzar los 20 m de altura. Las hojas son alternas, amplias, palmadas lobuladas, que puede ser caducas o siempreverdes. Las flores pueden ser monoicas o dioicas.

## Taxonomía
El género fue descrito por  João de Loureiro y publicado en Flora Cochinchinensis 2: 541, 586–587. 1790. La especie tipo es: Vernicia montana Lour.

## Especies aceptadas
A continuación se brinda un listado de las especies del género Vernicia aceptadas hasta marzo de 2014, ordenadas alfabéticamente. Para cada una se indica el nombre binomial seguido del autor, abreviado según las convenciones y usos.
- Vernicia cordata (Thunb.) Airy Shaw
- Vernicia fordii
- Vernicia montana Lour.